# Manfred Kaufmann (Regisseur)
Manfred Kaufmann (* 1950 in Feldbach, Steiermark; † 1987 in Staatz, Niederösterreich) war ein österreichischer Filmregisseur.
Für seinen Film „Gefischte Gefühle“ erhielt er 1980 den Würdigungspreis für Filmkunst.
Kaufmann war mit dem Regisseur Michael Pilz befreundet. Als dieser von Kaufmanns Freitod erfuhr, machte er den Film „Staatz Ende“ in Erinnerung an Kaufmann.

## Werke (Auswahl)
- 1973: Das Aufknacken (Kurzfilm)
- 1976: Die Ordnung der Verhältnisse (Kurzfilm)
- 1980: Gefischte Gefühle
- 1983: Weht die Angst, so weht der Wind
- 1986: Intime Distanzen